# Ширли Темпл
Ширли Темпл Блек (енгл. Shirley Temple Black; Санта Моника, 23. април 1928 — Вудсајд, 10. фебруар 2014) била је америчка глумица и дипломата. Првих милион долара зарадила је пре своје десете године. Највећу популарност је доживела крајем тридесетих година 20. века снимајући филмове за студио 20th Century Fox. Тумачила је главне улоге у 14 кратких и 43 дугометражна играна филма.
Темпл је започела своју филмску каријеру са три године 1931. Две године касније, стекла је међународну славу са Bright Eyes, дугометражним филмом произведеним специјално за њене таленте. Добила је специјалну Награду Академије за младе у фебруару 1935. за њен изузетан допринос као малолетна глумица у филмовима током 1934. Филмски хитови као што су Curly Top и Heidi уследили су из године у годину током средине до касних 1930-их. Темпле је искористила лиценцирану робу која је приказивала њен здрав имиџ; роба је укључивала лутке, посуђе и одећу. Њена популарност на благајнама је опадала како је достизала адолесценцију. Она се појавила се у 29 филмова у узрасту од 3 до 10 година, али у само 14 филмова од 14 до 21 године. Темпл се повукла из филма 1950. у својој 22. години.
После завршетка филмске каријере служила је у својству америчког делегата на Генералној скупштини Уједињених нација (1969—70), шефа протокола САД (1976—77) и амбасадора у Гани (1974—76) и Чехословачкој (1989—92). Године 1988. објавила је аутобиографију Дете звезда.
Добитник је специјалне награде Америчке филмске академије за младе глумце 1935, награде Кенеди центра 1998. и награде за животно дело Удружења филмских глумаца 2006. Године 1999. Амерички филмски институт ју је сврстао на листу 50 највећих филмских легенди. Своју звезду на Холивудској стази славних добила је 1960. године.
Удавала се два пута и имала је троје деце (две кћерке и сина).

## Ране године
Ширли Џејн Темпл је рођена 23. априла 1928. у болници Санта Моника (сада UCLA медицински центер) у Санта Моници, Калифорнија, као треће дете домаћице Гертруде Темпл и банкарског службеника Џорџа Темпла. Породица је била холандског, енглеског и немачког порекла. Имала је два брата: Џона и Џорџа млађег. Породица се преселила у Брентвуд, Лос Анђелес.
Мајка ју је охрабривала да развија своје таленте за певање, плес и глуму, а септембра 1931. уписала ју је у Меглинову плесну школу у Лос Анђелесу. Отприлике у то време, Ширлијева мајка је почела да обликује косу своје ћерке у локне.
Док је била у школи плеса, приметио ју је Чарлс Ламонт, који је био директор кастинга за Educational Pictures. Темпл се сакрила иза клавира док је била у студију. Ламонту се допала Темпл и позвао ју је на аудицију. Он је потписао уговор са њом 1932. Студио је лансирао свој Baby Burlesks, десетоминутне кратке комедије са сатиром на недавне филмове и догађаје, користећи децу предшколског узраста у свакој улози. Glad Rags to Riches је била пародија на филм Меј Вест, Све му је то она замесила, са Ширли као салонском певачицом. Kid 'n' Africa је довео Ширли у опасност у џунгли. The Runt Page је пастиш комедије The Front Page. Малолетна глумачка постава је испоручивала своје реплике најбоље што је могла, при чему су млађи глумци фонетски рецитовали.
Темпл је постала главна звезда ове серије, и студио ју је промовисао у 20-минутним комедијама. Ово је било у серији Frolics of Youth са Френком Когланом млађим; Темпл је глумила Мери Лу Роџерс, бебу сестру у савременој предградској породици. Да би се покрили трошкови производње у Educational Pictures, она и њене дечије козвезде су правили рекламе за житарице за доручак и друге производе. Посуђена је студију Tower Productions за малу улогу у њеном првом дугометражном филму (The Red-Haired Alibi) 1932. и 1933. године Јуниверзалу, Парамаунту и Варнер Бросу за разне улоге, укључујући и некредитовану улогу детета чија је глава лутке одсечена испред ње у филму To the Last Man (1933) са Рендолфом Скотом и Естер Ралстон у главним улогама.

## Филмографија
| Улоге Ширли Темпл |                       |               |                          |          |
| Година            | Српски назив          | Изворни назив | Улога                    | Напомена |
| 1934.             | Устани и навијај      |               | Ширли Дуган              |          |
| 1934.             | Мала госпођица Маркер |               | Марти „Мајки” Џејн       |          |
| 1934.             | Сјајне очи            |               | Ширли Блејк              |          |
| 1935.             | Мали пуковник         |               | Лојд Шерман              |          |
| 1937.             | Ви Вили Винки         |               | Присила „Винки” Вилијамс |          |
| 1939.             | Мала принцеза         |               | Сара Кру                 |          |
| 1948.             | Тврђава Апача         |               | Филаделфија Терсдеј      |          |

## Радио каријера
Темпл је имала своју радио серију на CBS-у. Јуниор Мис је дебитовала 4. марта 1942, у којој је играла главну улогу. Серија је заснована на причама Сели Бенсон. Под покровитељством Проктер & Гамбла, Јуниор Мис режирао је Гордон Хјуз, а Дејвидом Роузом као музичким директором.

## Смрт
Темпл је умрла у 85. години 10. фебруара 2014. у свом дому у Вудсајду, Калифорнија. Узрок смрти, према њеној умрлици објављеној 3. марта 2014, била је хронична опструктивна болест плућа (COPD). Темпл је током целог века пушила цигарете, али је избегавала да покаже своју навику у јавности, јер није желела да пружи лош пример својим обожаваоцима. Сахрањена је у Меморијалном парку Алта Меса.